# Jodenbreestraat

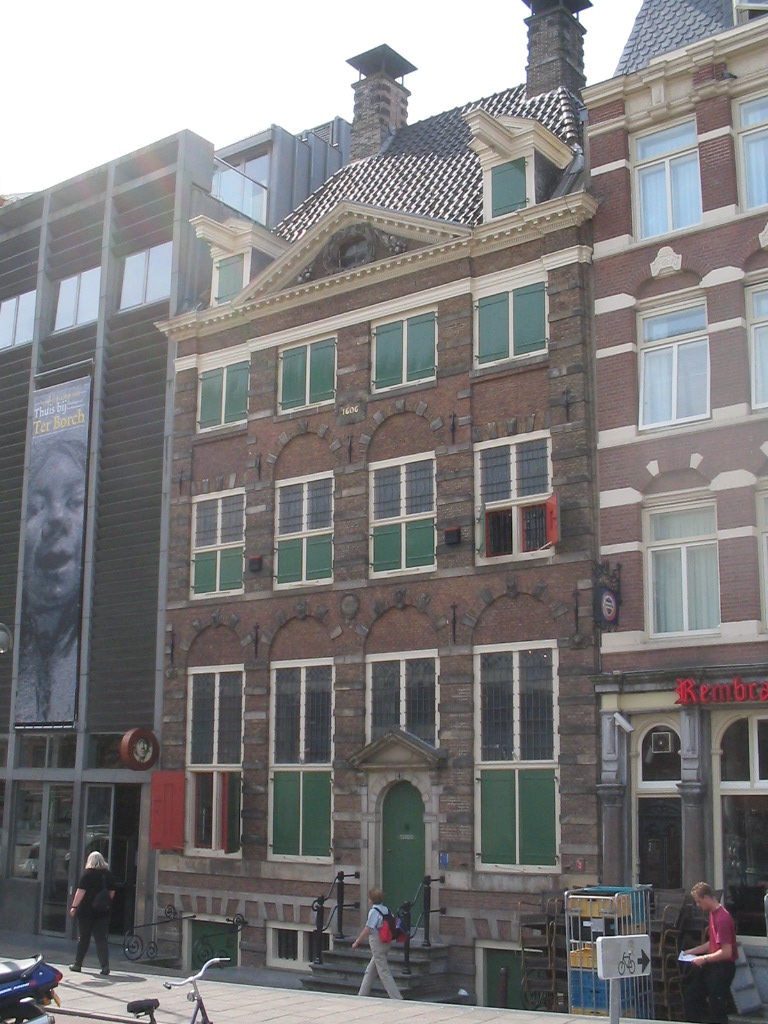
Jodenbreetstraat

Jodenbreestraat (lit. «calle Mayor Judía») es una calle del centro de Ámsterdam. La calle se extiende desde la esclusa de Sint Antoniesluis hasta la ronda de circunvalación Mr. Visserplein.
En esta calle vivió Rembrandt de 1631 a 1635, en casa del marchante Hendrick Van Uylenburgh, y, de nuevo, de 1639 a 1656. En 1660 construyó en la calle su propia vivienda, que hoy alberga su casa-museo. Baruch Spinoza nació en una casa de la calle, donde ahora se encuentra la iglesia Mozes en Aäronkerk. En la calle también residieron otros artistas, como Esaias Boursse, que vivió en la puerta de al lado de Rembrandt. Originariamente, formaba parte de la calle Sint Antoniesbree. Durante el siglo XVII, muchos judíos sefardíes —otrora expulsados de España y Portugal— se asentaron en el barrio, y ya durante la segunda mitad del siglo, el tramo sur de Sint Antoniesbreestraat pasó a denominarse Jodenbreestraat. En la calle hubo mercado hasta fines del siglo XIX. En 1893, el Ayuntamiento ordenó a los tenderos trasladarse a la cercana plaza Waterlooplein.
Durante la II Guerra Mundial, en el contexto de la ocupación alemana, muchos residentes del barrio judío fueron sacados de sus casas, trasladados a campos de concentración y asesinados. Tras la guerra, el barrio se dejó abandonado y muchas casas tuvieron desprendimientos, siendo finalmente demolidas. En los años 1960, el Ayuntamiento anunció un plan para construir una autopista que atravesaría Jodenbreestraat y una línea de metro bajo la calle. Para realizar el proyecto, la calle fue ensanchada y se derribaron las casas que quedaban en pie, en el tramo Norte. Sin embargo, tras las violentas trifulcas de 1975, el proyecto de la autopista fue desechado. En el vacío del tramo Norte, se construyó un gigantesco edificio en 1971 que ocupaba todo el ancho de la calle: el Burgemeester Tellegenhuis, popularmente conocido como Maupoleum, que fue repetidas veces elegido el edificio más feo de Ámsterdam, y fue, finalmente, derribado en 1994, y reemplazado por dos grandes edificios que albergan una escuela de teatro y la concejalía municipal de vivienda. Enfrente del Museo Casa de Rembrandt hay una escultura que lleva inserta un poema de Jacob Israël de Haan. La iglesia Mozes en Aäronkerk se levanta en el tramo Sur de la calle. Tras Jodenbreestraat se halla la plaza Waterlooplein con su "mercado de pulgas".